# Northampton
För andra betydelser, se Northampton (olika betydelser).
Northampton är en stad, civil parish och administrativ huvudort i kommunen West Northamptonshire i grevskapet Northamptonshire i England. Staden hade 243 511 invånare år 2021. Civil parish hade 137 387 invånare år 2021. Det har vuxit snabbt sedan slutet av 1960-talet.
Staden ligger vid floden Nene, som blir segelbar där, samt vid en gren av Grand Junction-kanalen. Arealen är 14 kvadratkilometer. Bland stadens kyrkor må nämnas den normandiska S:t Peter's och S:t Sepulchre's, som är en av de fyra ännu kvarstående rundkyrkorna i England (sannolikt från slutet av 1000-talet), samt den romersk-katolska katedralen. I staden hölls viktiga häst- och boskapsmarknader.
Northampton är en av Englands äldsta städer, troligen uppstod den först som en romersk befästning. Från 917 till 921 tillhörde den danska vikingar. 1010 förstörde vikingarna staden nästan fullständigt. Efter den normandiska erövringen, 1066, blev staden starkt befäst på grund av sitt strategiskt viktiga läge. Den 10 juli 1460 blev konung Henrik VI av England vid Northampton slagen och tillfångatagen av det yorkska partiet.
Motorvägen M1 går förbi Northampton. I staden ligger bryggeriet Frog Island Brewery.

## Vänorter
Northamptons vänorter är:
- Marburg, Hessen, Tyskland
- Poitiers, Viennedepartementet, Frankrike

### Fotnoter
1. ↑  ”Northampton”. City Population. https://www.citypopulation.de/en/uk/eastmidlands/west_northamptonshire/E63003390__northampton/. Läst 18 augusti 2025.
2. ↑  ”Northampton”. City Population. https://www.citypopulation.de/en/uk/eastmidlands/admin/west_northamptonshire/E04013033__northampton/. Läst 18 augusti 2025.
3. ↑  Sophie Scott (2 november 2012). ”Team's celebration with German 'twin'” (på engelska). Northampton Hearld and Post. Arkiverad från originalet den 6 november 2012. https://web.archive.org/web/20121106201654/http://www.northampton-news-hp.co.uk/News/Northampton-News/Teams-celebration-with-German-twin-01112012.htm#. Läst 4 augusti 2015.